# Steel Eel
Steel Eel in SeaWorld San Antonio (San Antonio, Texas, USA) ist eine Stahlachterbahn des Herstellers D. H. Morgan Manufacturing, die am 6. März 1999 eröffnet wurde.
Die 1127,8 Meter lange Strecke erreicht eine Höhe von 45,7 Metern und besitzt eine ebenso hohe erste Abfahrt mit einem Gefälle von 60 Grad, auf der die Züge eine Höchstgeschwindigkeit von 104,6 Kilometern pro Stunde erreichen.

## Züge
Steel Eel besitzt zwei Züge mit jeweils sechs Wagen. In jedem Wagen können sechs Personen (drei Reihen à zwei Personen) Platz nehmen. Die Fahrgäste müssen mindestens 1,22 Meter groß sein, um mitfahren zu dürfen.